# Municipalité de Tlahualilo
 Tlahualilo est une des 39 municipalités de l'état de Durango au nord-ouest du Mexique. Son chef-lieu est Tlahualilo de Zaragoza. Sa superficie est de 3 709,8 km².
En 2010, la municipalité a une population de 22 244 habitants, contre 19 882 en 2005.
La municipalité a 159 localités, les plus importantes sont (avec la population de 2010 entre parenthèses) : Tlahualilo de Zaragoza (9 517), El Lucero (Arcinas) (2 622), San Francisco de Horizonte (Horizonte) (1 657), Jauja (1 101), Banco Nacional (1 072), et San Julio (1 046).